# Túnel de Albarracín
El túnel de Albarracín es un túnel carretero, monotubo, de 130 metros de longitud, situado bajo el casco histórico de la medieval y pintoresca localidad de Albarracín (Teruel). Excavado en roca caliza viva, tiene dos carriles aunque sin estar estos delimitados con marcas viales.

## Descripción
El túnel se ubica en el comienzo del sinuoso meandro del río Guadalaviar sobre el que se construyó Albarracín, y desde 1882 permite evitar un rodeo de algo más de 400 metros con fuertes desniveles, atravesando el sinuoso casco urbano de Albarracín.
A pesar de su antigüedad y estrechez no presenta problemas estructurales o de circulación ya que no soporta grandes volúmenes de tráfico. Se encuentra en la carretera autonómica aragonesa A-1512.